# Zoltan Dani
Zoltan Dani (ur. 23 lipca 1956 w Skorenovacu) – pułkownik jugosłowiańskich sił obrony przeciwlotniczej.
27 marca 1999 roku, podczas „natowskiej” operacji „Allied Force” nad Federalną Republiką Jugosławii, dowodził brygadą rakietowej obrony przeciwlotniczej, która dokonała jedynego, udanego zestrzelania amerykańskiego („niewidzialnego dla radarów”, wykonanego w technologii stealth) samolotu bombowego F-117.
Z narodowości Węgier seklerskiego pochodzenia.
Od 1 września 2004 na emeryturze. Mieszka w swoim rodzinnym Skorenovacu, gdzie prowadzi własną piekarnię i jest działaczem lokalnej społeczności.